# Mustafa Nadhim
Mustafa Nadhim Al-Shabbani (in arabo مصطفى ناظم جاري الشيباني‎?; Al-Dīwāniyya, 23 settembre 1993) è un calciatore iracheno, difensore dell'Al Quwa Al Jawiya e della Nazionale irachena.

## Carriera

### Club
Ha sempre giocato nel campionato iracheno.

### Nazionale
Ha partecipato ai Mondiali Under-20 del 2013.
Esordisce in nazionale maggiore nel 2013, venendo poi convocato per le Olimpiadi del 2016.

## Palmarès

### Club
- Prima Lega

Al-Shorta: 2018-2019

### Nazionale
- Giochi asiatici: 1

2014